# ナウエル・ウアピ湖
ナウエル・ウアピ湖（ナウエル・ウアピこ、西: Lago Nahuel Huapí、英: Nahuel Huapi Lake）は、アルゼンチン・パタゴニア地域のリオネグロ州とネウケン州にある氷河湖。ナウエル・ウアピ国立公園の一部である。
湖の窪みは断層や中新世の谷に沿って削られたいくつかの氷河谷からなり、谷は後にモレーンによって堰き止められた。湖面面積は529km2（205mil2）、湖面標高は710m（2510ft）、2007年の測定による最大水深は438m（1437ft）である。2011年6月に隣国チリで起こったプジェウエ＝コルドン・カウジェ火山群の噴火では、ナウエル・ウアピ湖の湖面の一部が火山灰に覆われた。

## 地理
7本の腕状の湾を持ち、それぞれの「腕」はブレスト（36km2）、ウエムル（21.5km2）、デ・ラ・トリステーサ（18.5km2）、カンパナリオ（7.9km2）、マチェーテ、デル・リンコン、ウルティマ・エスペランサと呼ばれている。グティエレス湖やモレーノ湖、エスペーホ湖、コレントーソ湖などの小規模な湖とつながっている。深い青色の湖面には、ビクトリア島（31km2）などいくつかの島がある。ウエムル島では、ウエムル・プロジェクトという核融合に関するアルゼンチンの秘密研究プロジェクトが進行している。湖の名称はマプチェ語によるビクトリア島の名称に由来しているが、「ナウエル」という単語には「魔術によってジャガーに変えられてしまった人」という意味もある。息を呑むような美しさの湖はニジマス、ブラウントラウト、カワマスなどの棲み家となっており、世界中の釣り人を魅了している。太平洋や大西洋から遠く離れた高所にあるにもかかわらず、主に海洋部に生息するミナミオオセグロカモメやウ（厳密には海鳥ではない）の棲み家であるという奇妙な事実がある。湖の透き通った水は気候の変化に非常に敏感であり、摂氏7度（華氏45度）の平均表面温度は美しさと危険性の両方を生み出しており、湖水浴客は低体温症に注意する必要がある。ナウエル・ウアピ湖や隣接する湖ではカヤックが人気のスポーツである。湖からはリマイ川が流出しており、やがてネウケン川と合流してネグロ川となる。アルゼンチンとチリの国境付近にはトロナドル山があり、チリのオソルノ山からも近い。

## 巨大生物伝説
20世紀初頭、湖の深部に巨大生物（UMA）が棲んでいるという噂が囁かれた。この生物は地元ではナウエリートという名前で知られ、その目撃報告はスコットランド・ネス湖のネッシー目撃談やアーサー・コナン・ドイルの『失われた世界』（ザ・ロスト・ワールド）刊行に先行している。地元先住民のマプチェ族も、近隣のラカル湖に現れた「エル・クエロ」（レザー、その滑らかな皮膚に由来する）と呼ぶ別の未知の生物について言及している。先住民は「歯」を持つカイギュウのようだと表現しており、プレシオサウルスのような生物としてナウエリートよりも報告が一貫している。1922年、ブエノスアイレス動物園の調査団が湖を訪れて、先史時代の生物の目撃報告の裏付けに挑んだが、未知の生物が存在するという仮説を支持する証拠は何ひとつ得られなかった。

## ギャラリー

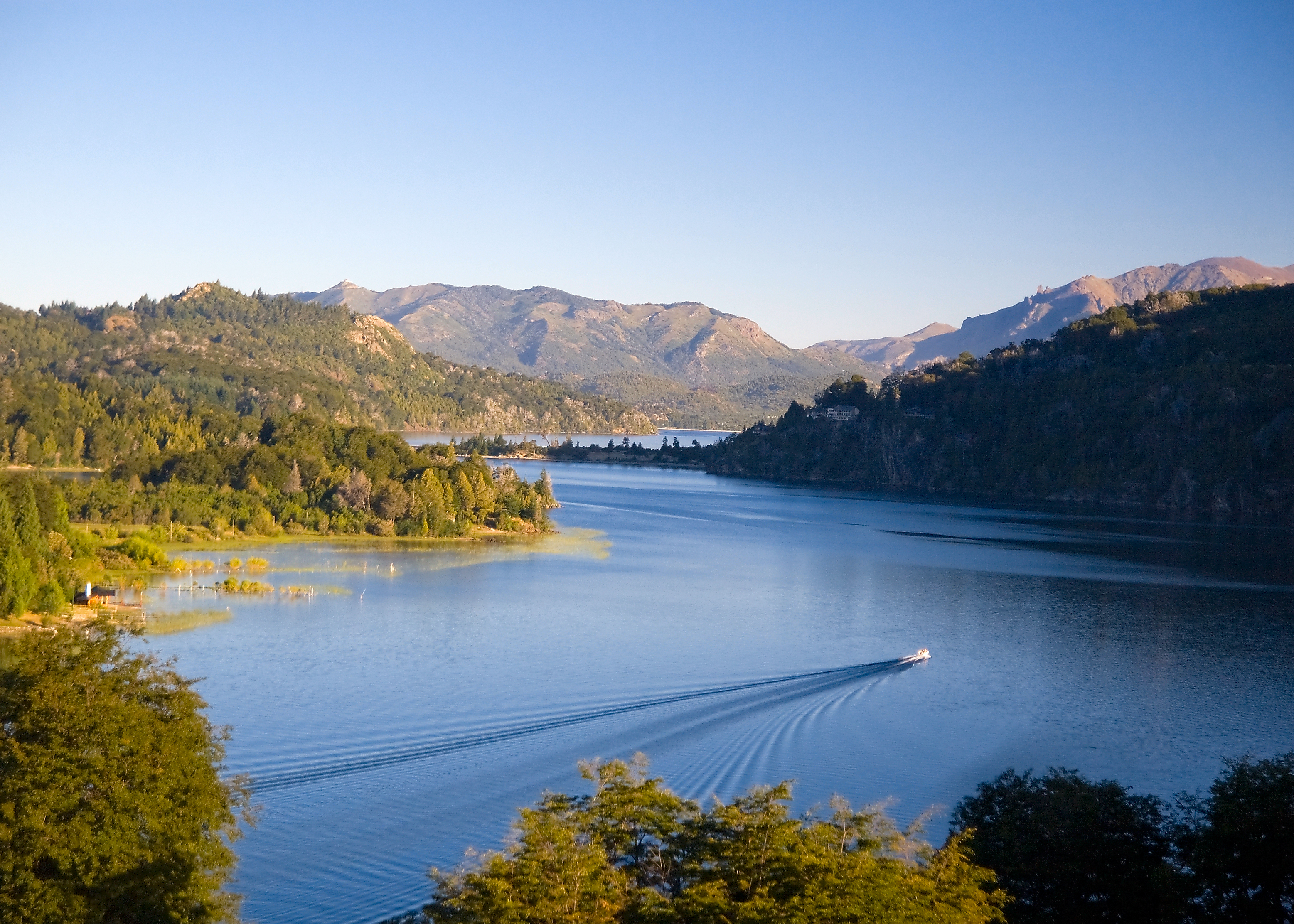
ジャオ・ジャオ・ホテルから見た湖
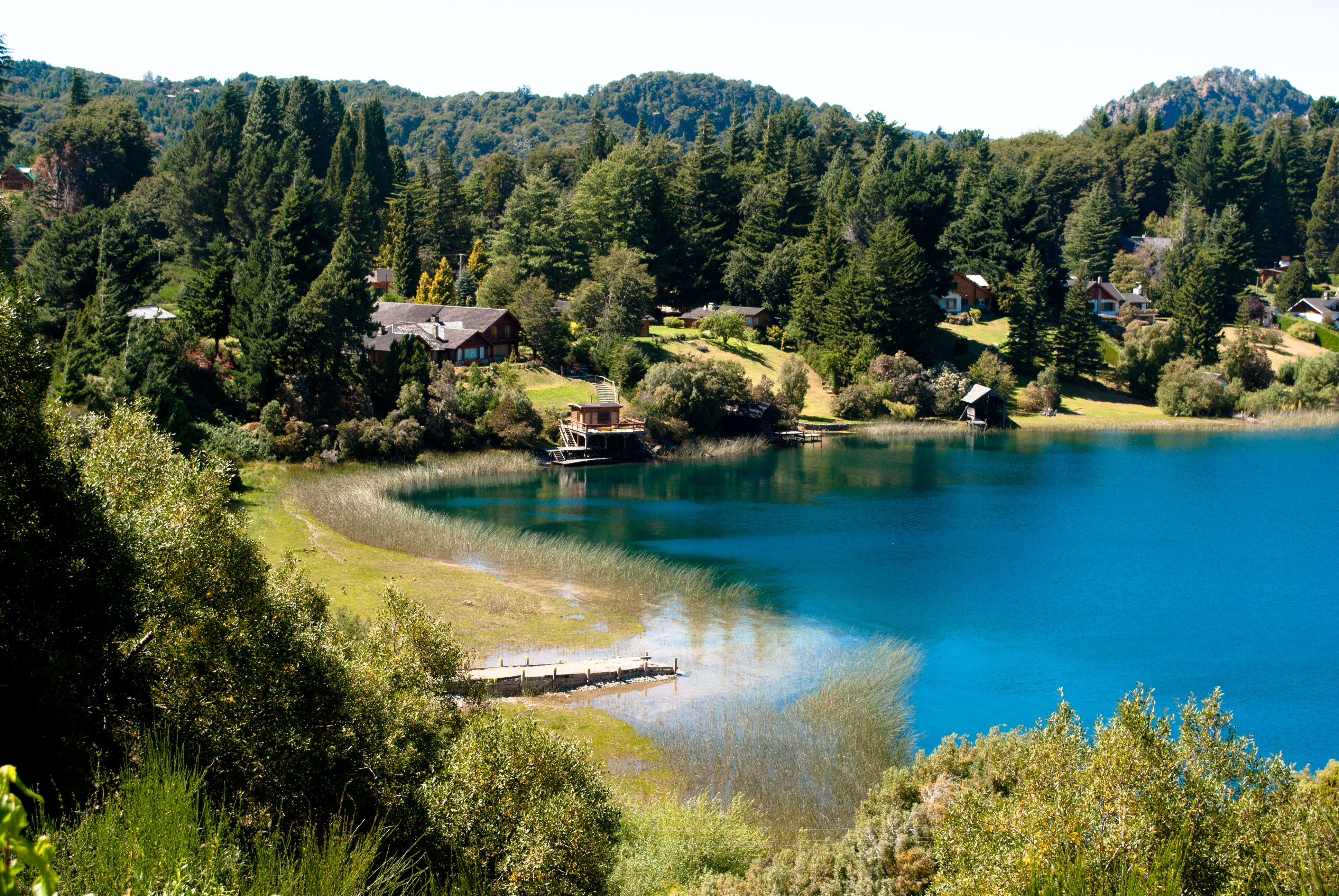
湖畔の別荘地
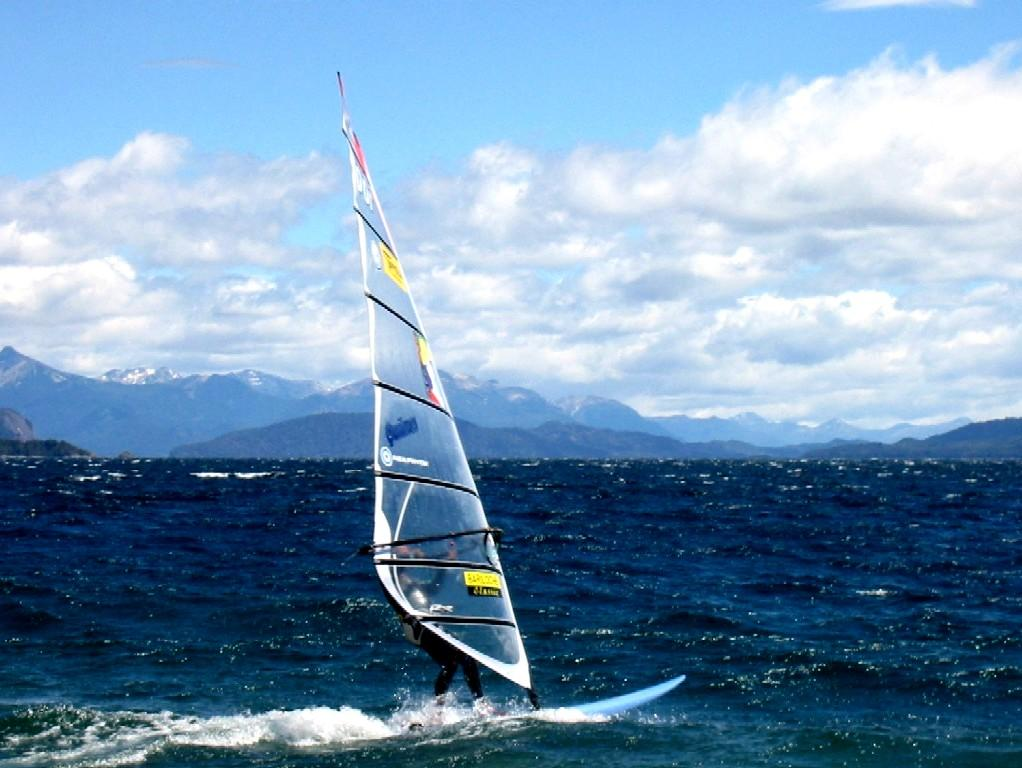
ナウエル・ウアピ湖のウィンドサーファー
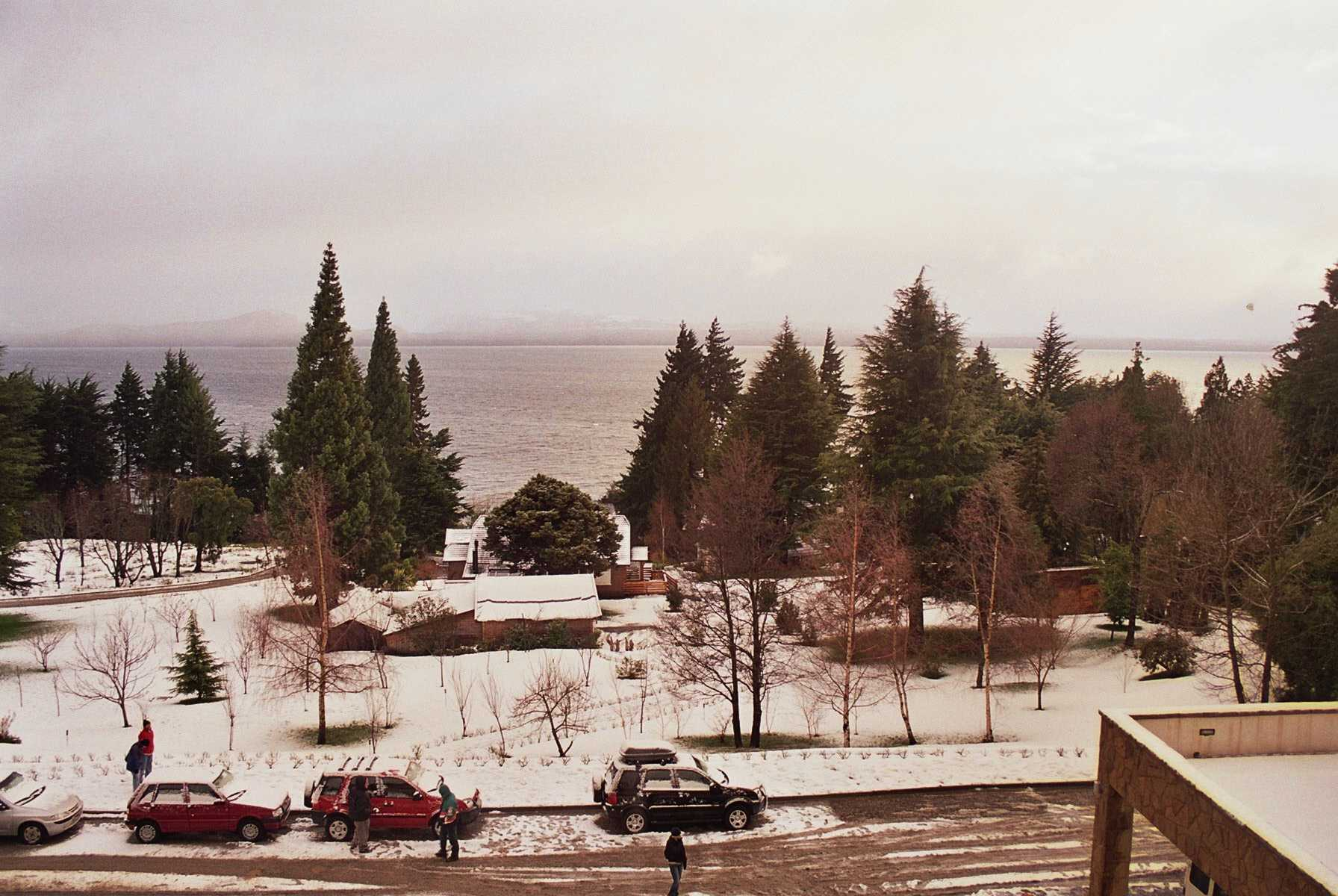
冬季の湖畔(サン・カルロス・デ・バリローチェ)
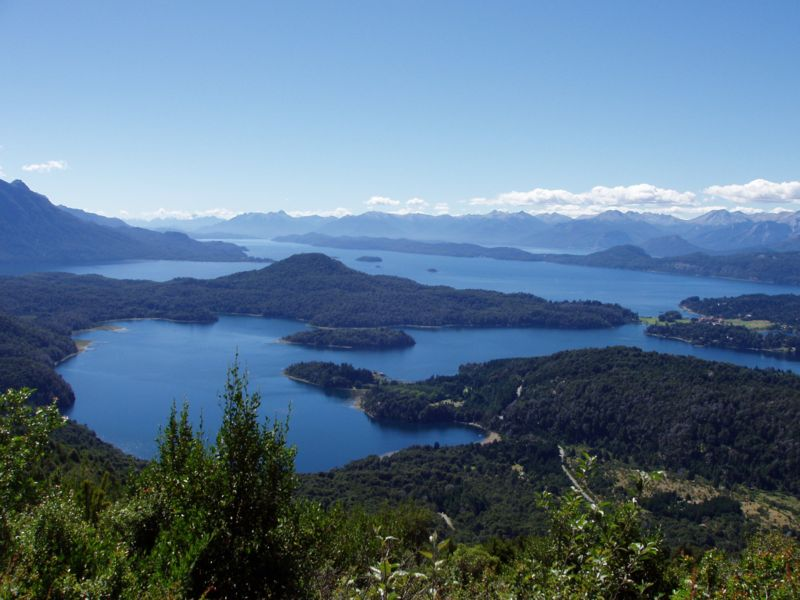
複雑に入り組んだ湖面